# C4P
C4P — польский артиллерийский тягач времён Второй мировой войны. Универсальный тягач, который был способен буксировать лёгкие противотанковые орудия, зенитные пушки, дивизионную артиллерию и некоторые корпусные орудия, весом до 4 тонн.

## История
Был построен на базе автомобиля FIAT-621. Задний мост заменен на гусеничный движитель по образцу французских полугусеничных грузовиков Citroën-Kegresse P17 и т.п.. Пробная партия вышла в 1935 году, а с 1936 года было запущено серийное производство. Всего же было выпущено чуть более 400 машин.

## Характеристики
- Масса: 3 тонны
- Длина: 4,7 м
- Длина корпуса: от 4,54 м до 5,25 м
- Ширина: 1,9 м
- Высота: 2,35 м
- Макс. скорость: 30-35 км/ч
- Запас хода: 250 км
- Расход топлива на шоссе: 60 л/100км
- Расход топлива на пересечённой местности: 120 л/100км

## Вариации тягачей
Тягач для тяжёлой артиллерии: перевозились 120-мм пушки образца 1878 года или 105-мм пушки Schneider. Для перевозки предназначались как тягачи с открытой кабиной, так и с защищённой брезентом.
Тягач для лёгкой артиллерии: перевозились 75-мм пушки образца 1897 года «Schneider» или 100-мм гаубицы образца 1914/1919 годов «Škoda». Дополнительно размещались две скамьи, на каждой из которых могли сидеть до трёх человек.
Тягач для зенитной артиллерии: перевозились 75-мм орудия Star. Дополнительно устанавливались две скамьи на два человека каждая (за водительским сиденьем).

### Части, обладавшие тягачом
- 1-й артиллерийский полк. Тягачи использовались для перевозки 75-мм орудий образца 1897 года, 100-мм гаубиц 1914/1919 и 120-мм пушек 78/09/31.
- 10-я кавалерийская моторизованная бригада (16 штук). Использовались для перевозки четырёх 100-мм гаубиц и четырёх 75-мм противотанковых орудий.
- Варшавская моторизованная бригада (2 штуки). Использовались для перевозки восьми 75-мм орудий.
- Группа армий «Лодзь» (6 штук). Использовались для перевозки двенадцати 120-мм пушек образца 1878 года.